# Manganin
Manganin – stop miedzi z manganem i niklem. Charakteryzuje się bardzo małym współczynnikiem temperaturowym oporu elektrycznego. Stosowany do produkcji oporników wzorcowych i precyzyjnych, a także połączeń elektrycznych w urządzeniach kriogenicznych. Zawiera zwykle 86% miedzi, 12% manganu i 2% niklu (Cu86/Mn12/Ni2).